# Císařská lípa (Žarošice)
Císařská lípa u Žarošic (také známa jako Lípa u Spáleného mlýna nebo Mírová lípa) byl památný strom, pod kterým bylo uzavřeno příměří po bitvě u Slavkova.

## Základní údaje
- název: Císařská lípa[1], Lípa u Spáleného mlýna[2], Mírová lípa[1]

Lípa stála na katastrálním území obce Uhřice, ale bývá tradičně spojována s bližšími Žarošicemi. Konkrétně roste v osadě Janův Dvůr také zvané Bačalárna u Spáleného mlýna, zhruba 10 metrů VSV od odbočky na Dambořice při silnici Žarošice – Násedlovice.

## Stav stromu a údržba
Již v roce 1913 byla lípa označována jako stará a vetchá. Lípa existovala donedávna, ale její stav byl velmi špatný. V roce 2006 zbylo pouze torzo – kmen téměř bez větví, který se ve výšce dvojil a z nějž vyrůstaly poslední dvě živé větve. Lípa pravděpodobně není vyhlášena památným stromem, oficiální databáze AOPK ČR ji neuvádí. Dnes je lípa již pokácena a část jejího kmene i s kůrou je možno vidět ve Vrbasově muzeu v nedalekých Ždánicích.

## Historie a pověsti
Na stěně hospodářské budovy poblíž lípy je umístěna pamětní deska s nápisem:
| „                | Dva dny po bitvě u Slavkova dne 5. prosince roku 1805 sešli se císařové František I. a Napoleon pod protější lípou, aby smluvili příměří a ukončili tehdejší krvavou válku | “ |
| — pamětní deska. | |   |

O lípě a událostech z roku 1805 píše Čeněk Kramoliš v historickém románu Ve stínu bitvy u Slavkova. Císaře Františka I. při jednání pod lipou doprovázel kníže Lichtenstein a Schwarzenberg, Napoleona pak dva maršálové.
| „              | Rozmluva se bude odbývat pod širým nebem u nedaleké lípy. Vlastní jednání se vede ve čtyřech. Císař František s Janem Lichtenštejnem na jedné straně, a Napoleon, provázený po část rozhovoru s maršálem Berthierem na straně druhé. Zatímco se tato čtveřice prochází pod lipou a občas se ohřívá u jednoho z ohňů, shlukli se vysocí důstojníci ze suity obou císařů u druhého ohně. | “ |
| — Josef Veselý | |   |

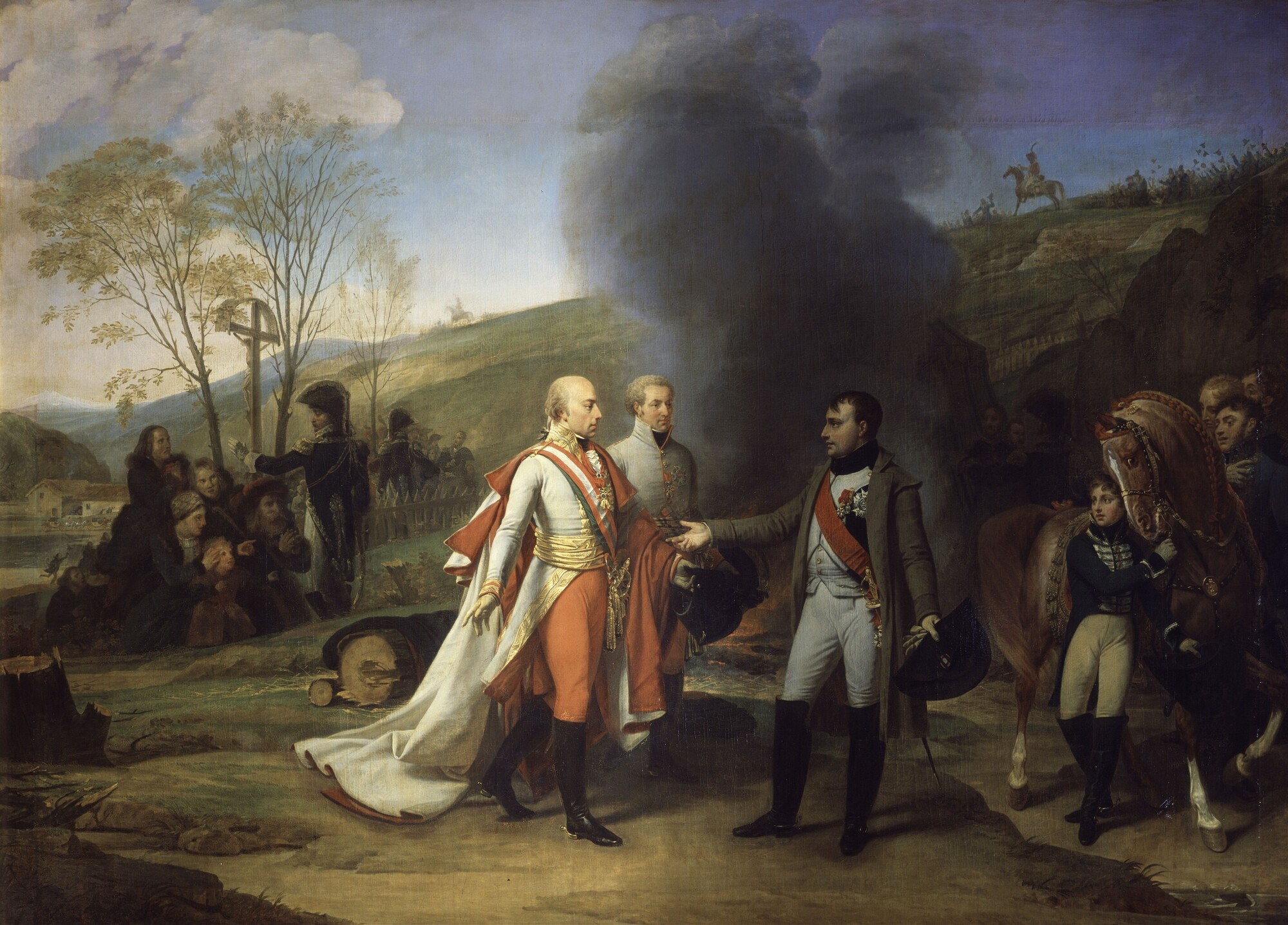
Antoine-Jean Gros: Setkání u Spáleného mlýna (1812)
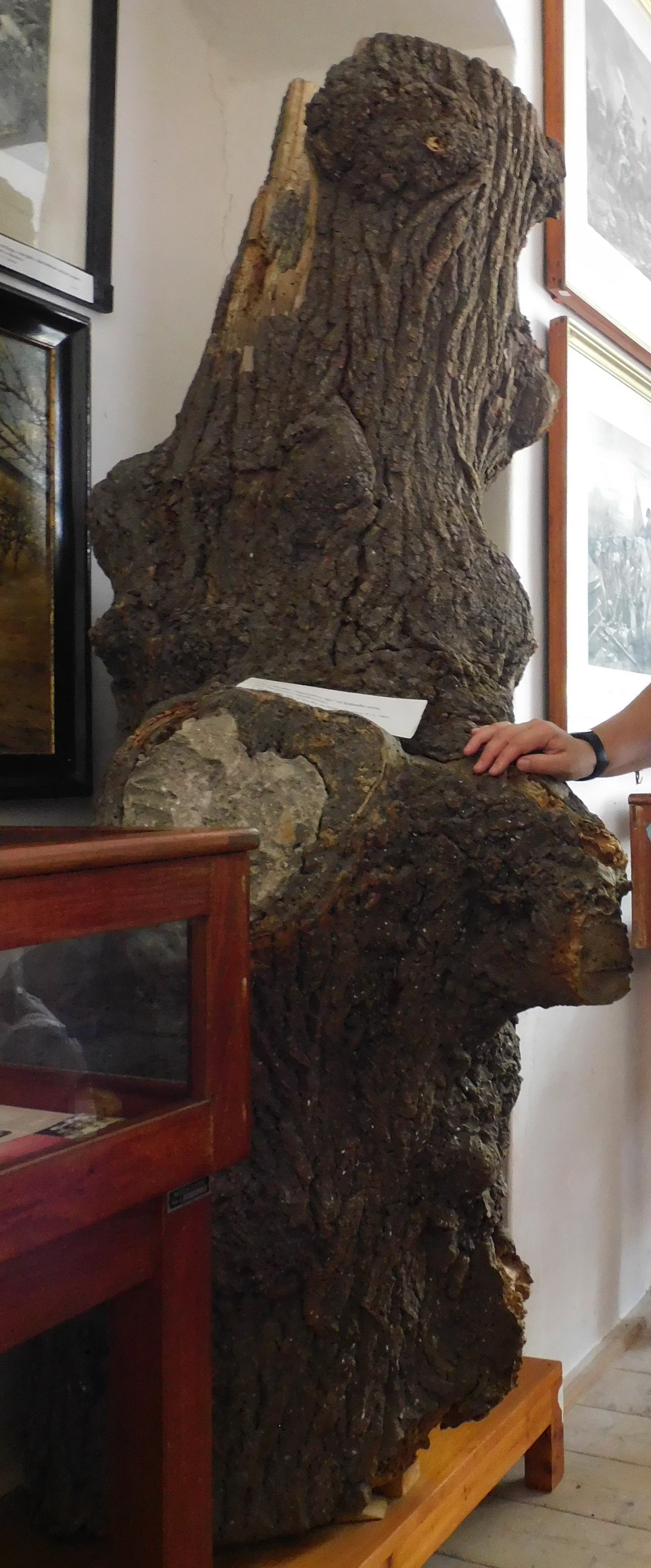
Torzo lípy ve ždánickém muzeu
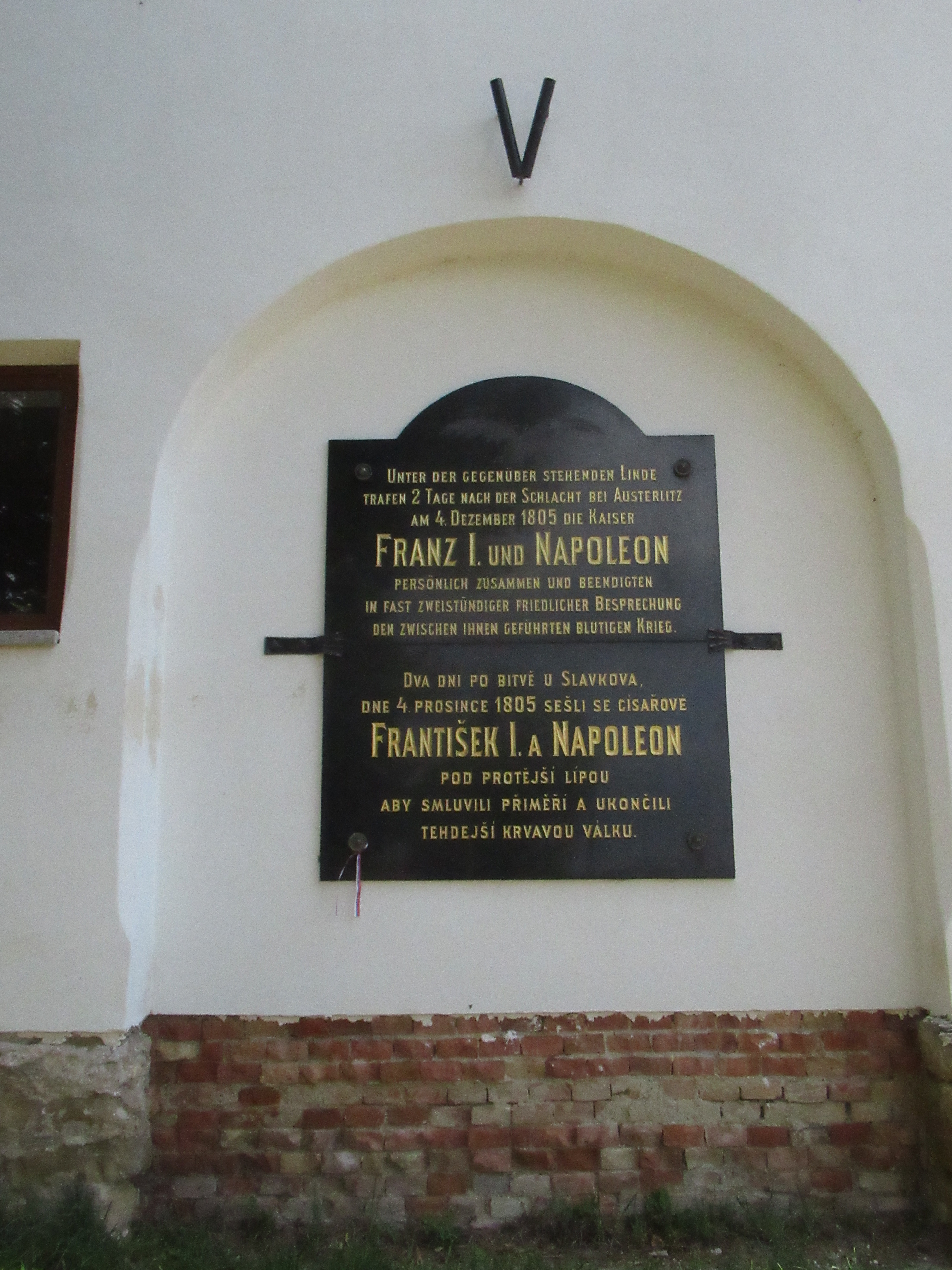
Pamětní deska připomínající setkání císařů

## Památné a významné stromy v okolí
- Lípy pod Babylonem